# Juliane Wedel Jarlsberg
Juliane Cathrine Wilhelmine Wedel Jarlsberg, född 7 december 1818 i Kristiania i Norge, död 25 mars 1872 på samma plats, var en norsk baronessa och hovfunktionär.

## Biografi
Juliane Wedel Jarlsberg var dotter till Ferdinand Carl Maria Wedel-Jarlsberg (1781–1857) och Juliane Wilhelmine von Benzon (1783–1853), gifte sig 1851 med baron Frederik (Fritz) Joachim Wedel Jarlsberg som var hovmarskalk för norska hovstaten, och tillsammans fick de 1855 sonen Fritz Wedel Jarlsberg.
Wedel Jarlsberg var hovfröken hos norska drottningen Josefina av Leuchtenberg 1857–1859 och överhovmästarinna för drottning Lovisas norska hovstat 1859–1871. Under svensk-norska unionens tid fanns en separat norsk hovstat som mötte kungaparet vid gränsen, då de besökte Norge, som sedan tjänstgjorde under besöket och följde kungaparet tillbaka till gränsen igen, där de avlöstes av den svenska hovstaten. Den norska hovstaten var liten och som överhovmästarinna hade hon 1863 endast två hovdamer (hovfröknarna Maria Manthey och Fanny Lövenskjold) under sig, medan hennes svenska motsvarighet hade tre statsfruar och tre hovfröknar. År 1869 hade hon en statsfru (Josephine Sparre) och en hovfröken (Alexandra Morgenstierne) medan den svenska överhovmästarinnan hade tre statsfruar och tre hovfröknar.